# Gammarus parechiniformis
Gammarus parechiniformis is een vlokreeftensoort uit de familie van de Gammaridae. De wetenschappelijke naam van de soort is voor het eerst geldig gepubliceerd in 1977 door G. Karaman.
G. parechiniformis komt alleen (endemisch) voor in het Meer van Ohrid. Dit meer, tussen Albanië en Noord-Macedonië behoort tot de oudste en diepste meren van  Europa en herbergt dan ook diersoorten die elders niet voorkomen. Het dier kan 16,7 mm groot worden (mannetjes) en is geelbruim tot geelgrijs van kleur. De soort komt voor in de kustzones van het meer. Het heeft een voorkeur voor bronnen waar het kan worden aangetroffen met G. roesellii maar het kan ook worden aangetroffen in het meer tot een diepte van 40 m samen met de eveneens endemische soorten G.solidus en G. lychnidensis.